# Expedição 39
Expedição 39 foi uma missão humana de longa duração na Estação Espacial Internacional, realizada entre  11 de março e 13 de maio de 2014. Ela marcou a primeira vez que a ISS esteve sob o comando de um astronauta japonês, o veterano Koichi Wakata. Após a Expedição 21 em 2009 e a Expedição 35 em 2013, é a terceira vez que a tripulação não foi liderada por um astronauta da NASA ou um cosmonauta da Roscosmos.
Ela contou, no total, com três cosmonautas russos, dois astronautas norte-americanos, e um  japonês.

## Tripulação
| Posição             | Primeira parte (Março de 2014) | Segunda parte (Março até maio de 2014) |
| ------------------- | ------------------------------ | -------------------------------------- |
| Comandante          | Koichi Wakata                  | Koichi Wakata                          |
| Engenheiro de voo 1 | Richard Mastracchio            | Richard Mastracchio                    |
| Engenheiro de voo 2 | Mikhail Tyurin                 | Mikhail Tyurin                         |
| Engenheiro de voo 3 |                                | Alexandr Skvortsov                     |
| Engenheiro de voo 4 |                                | Oleg Artemyev                          |
| Engenheiro de voo 5 |                                | Steven Swanson                         |

## Missão
A missão teve início em 11 de março de 2014 com a desacoplagem da nave Soyuz TMA-10M do módulo Poisk da ISS, levando nela os cosmonautas Oleg Kotov e Sergei Ryazansky e o astronauta Michael Hopkins, integrantes da Expedição 38 enquanto os outros três, Wakata, Tyurin e Mastracchio continuaram a bordo iniciando a Expedição 39. Em 24 de março a nave Soyuz TMA-12M foi lançada do Casaquistão transportando os outros três integrantes da missão, Alexandr Skvortsov, Oleg Artemyev e Steven Swanson, e deveria acoplar com a ISS seis horas depois.  Entretanto, o terceiro propulsor da Soyuz não entrou em ignição no momento planejado, impedindo a nave de conseguir o empuxo necessário para realizar a viagem num número menor de órbitas e de tempo até a estação – o chamado "voo expresso", feito pela primeira vez pela Soyuz TMA-08M em março de 2013 –  com a acoplagem sendo adiada por dois dias pelo controle de voo em terra. A TMA-12M precisou realizar  as mesmas 34 órbitas necessárias pelos modelos mais antigos para chegar até a ISS.
A acoplagem acabou ocorrendo manualmente em 27 de março, a cerca de 400 km de altitude sobre o sudoeste do Brasil, cinco minutos antes do horário previsto, com as escotilhas entre as duas naves se abrindo na madrugada de 28 de março. Após a chegada, Swanson, Skvortsov e Artemyev juntaram-se os demais três astronautas ocupantes da estação, para completar o número total de integrantes da Expedição 39.
Em 11 de abril, véspera da comemoração do Dia do Astronauta, 12 de abril, data em que Yuri Gagarin foi pela primeira vez ao espaço, a tripulação recebeu um chamado do presidente da Rússia, Vladimir Putin, no módulo Zvezda, congratulando-os pela missão conjunta. No mesmo mês, com a chegada da nave não-tripulada SpaceX, que levou à estação equipamentos, material para experimentos científicos, mantimentos e presentes enviados pelos familiares dos astronautas, o pequeno robô Robonauta 2, que até entao habitava a estação e podia fazer movimentos da cintura para cima porque não tinha perna mas apenas um pedestal da cintura prara baixo, recebeu suas pernas e deverá começar a realizar testes para cumprir tarefas de limpeza ou de pegar objetos para as tripulações futuras.
Em 23 de abril, os astronautas Swanson e Mastracchio fizeram uma curta caminhada espacial não programada para consertar um computador de reserva localizado fora da estação. A ISS contém 45 destes computadores, 24 deles na área interna e 21 na área externa da estação.
Em maio, um concerto foi realizado no espaço entre o comandante Wakata e músicos na Terra. Um coro de 13 estudantes da escola Pearl Hall, em Pasadena, no Texas, cantou acompanhado pelo violonista da Orquestra Sinfônica de Houston, Gergei Galperin, a astronauta e flautista Catherine Coleman e o violinista Kenji Williams, no Centro Espacial Johnson. Wakata fez uma apresentação da música tradicional Gagaku com um instrumento de sopro japonês chamado sho. Para acompanhar Wakata, Williams teve que afinar seu violino a 430 hertz, a frequência do sho.

## Retorno
A missão encerrou-se em 13 de maio de 2014 com a desacoplagem da nave Soyuz TMA-11M do módulo Rassvet sobre a Mongólia, trazendo de volta à Terra Wakata, Tyurin e Mastracchio, que completaram assim 188 dias em órbita, depois de integrarem também a Expedição 38. A Soyuz pousou em segurança nas estepes do Casaquistão às 07:58 do dia 14, hora local.

## Galeria

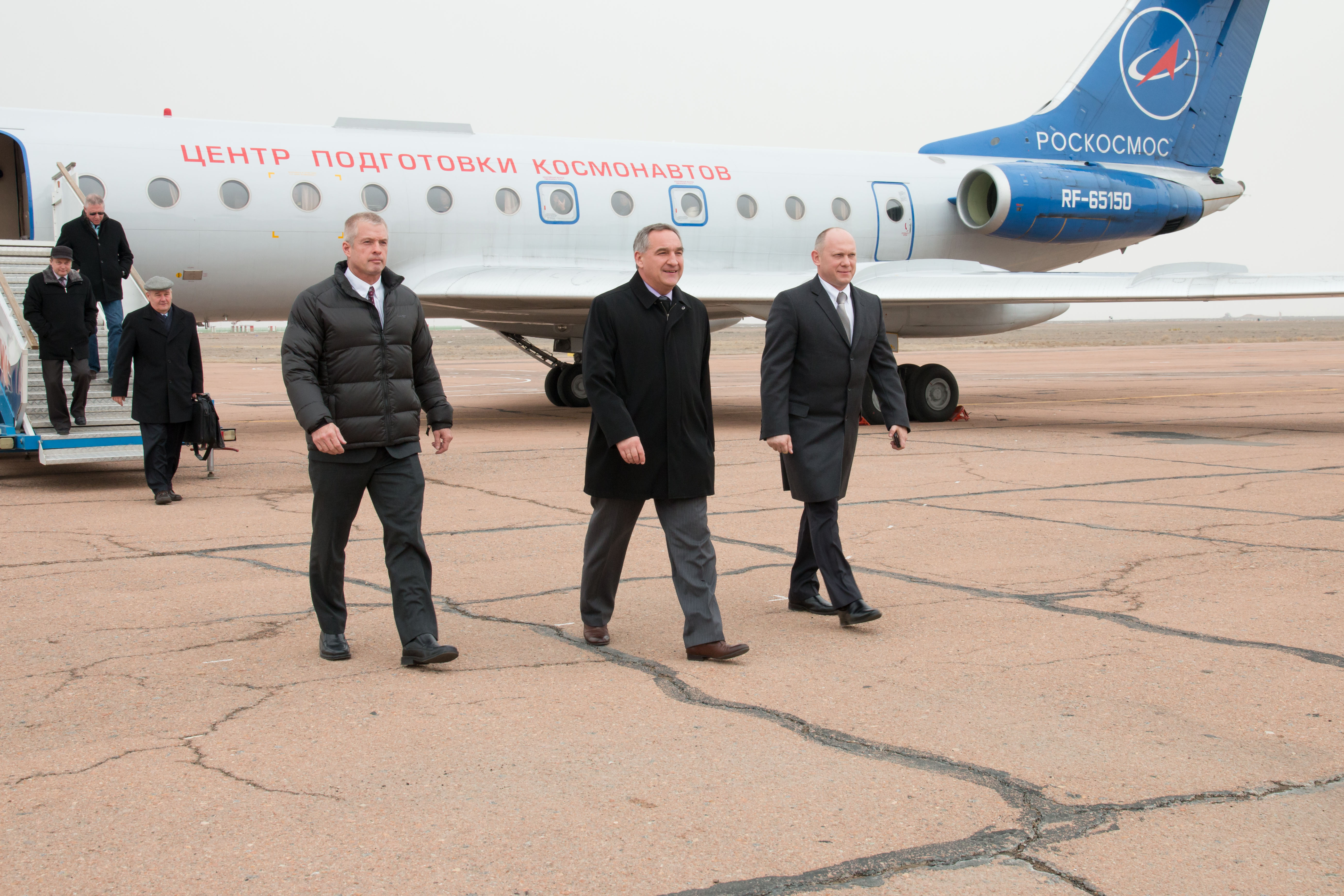
Tripulantes da Expedição 39 e da Soyuz TMA-12M chegam ao aeroporto de Baikonur antes do lançamento.
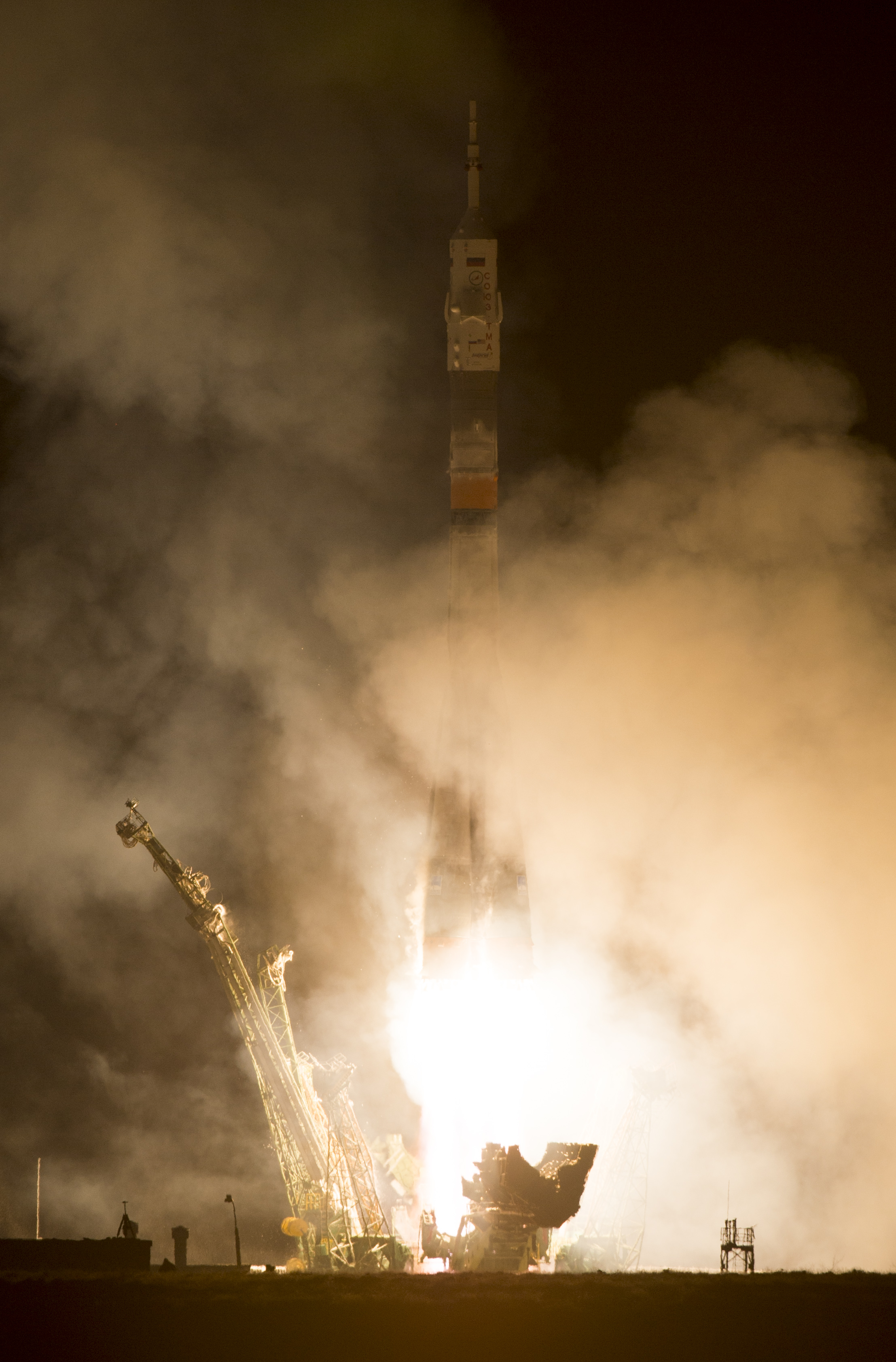
O lançamento no Cosmódromo de Baikonur.
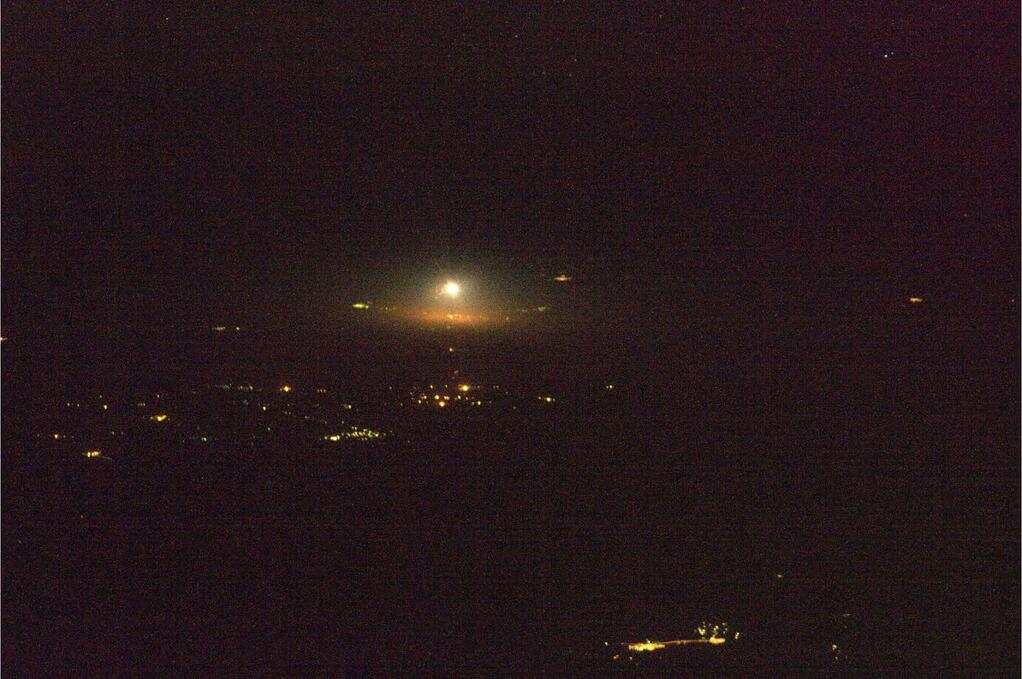
Lançamento da TMA-12M vista da ISS.
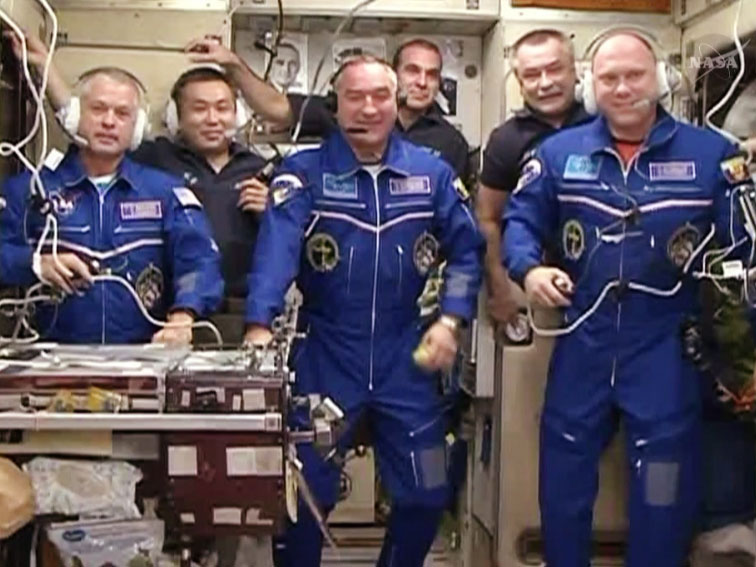
Os seis integrantes da Expedição recebem mensagens das famílias na Terra, após a chegada dos últimos três.
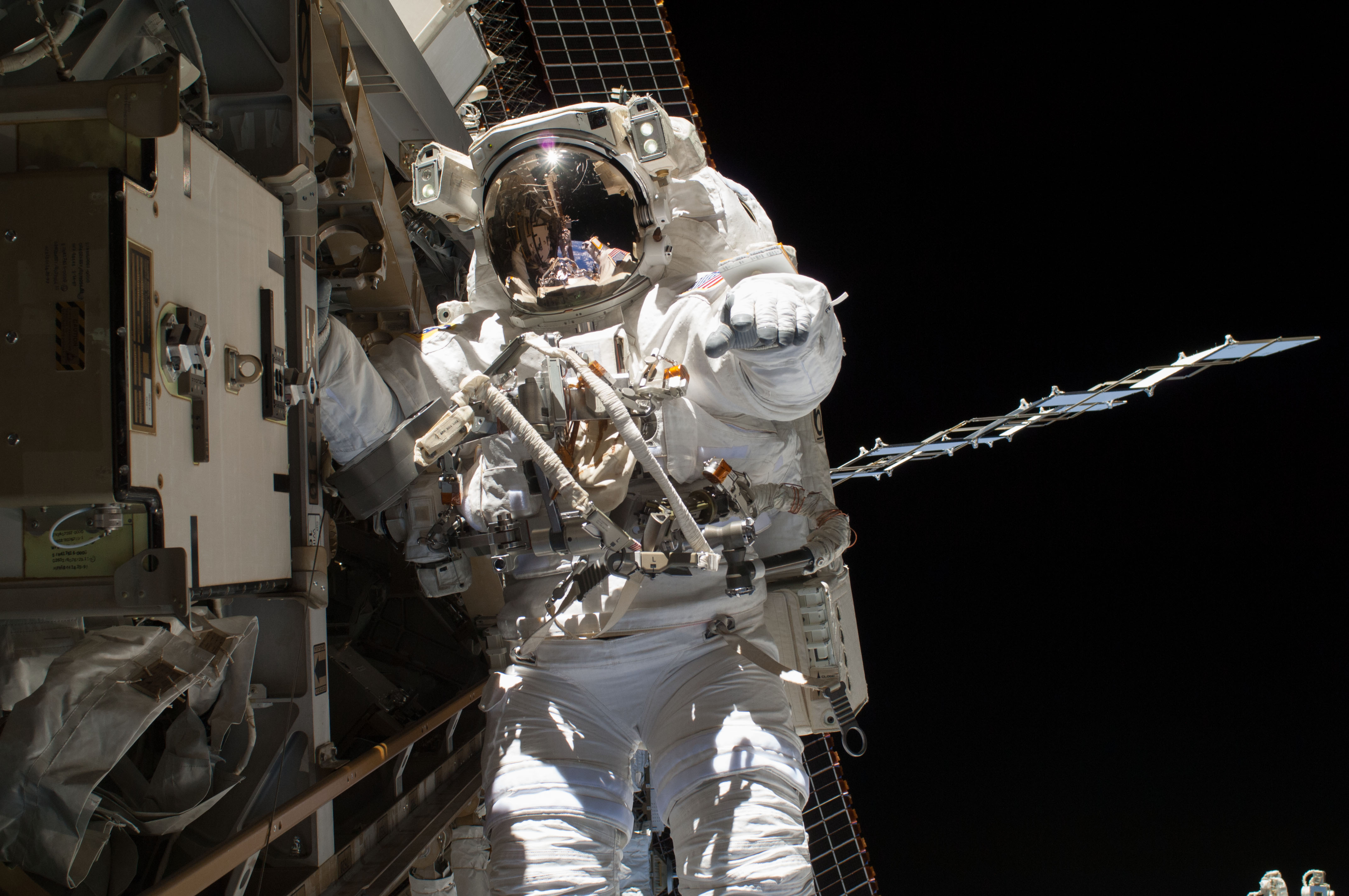
O astronauta Steven Swanson trabalhando no exterior da ISS.